# Сачивко Олександр Володимирович
Олександр Сачивко (біл. Аляксандр Уладзіміравіч Сачыўка, рос. Александр Владимирович Сачивко, нар. 5 січня 1986, Мінськ) — білоруський футболіст, півзахисник клубу «Шахтар» (Солігорськ).
Виступав, зокрема, за «Мінськ», «Динамо» (Мінськ) та «Шахтар» (Солігорськ), а також національну збірну Білорусі.

## Клубна кар'єра
Народився 5 січня 1986 року в місті Мінськ. Вихованець мінської школи «Торпедо», після завершення якої виступав за дубль мінських «Динамо» (Мінськ) та «Даріди».
У 2005 році став гравцем клубу другого дивізіону «Зміна» (Мінськ), на основі якої у 2006 році був створений клуб «Мінськ». У цій команді Сачивко одразу став одним із головних захисників, 12 сезонів був опорою оборони мінчан. Тривалий час він був віце-капітаном команди. У січні 2014 року він продовжив контракт з клубом. У сезоні 2014 року він став капітаном команди після відходу Андрія Разіна. У травні 2014 року його деякий час використовували як півзахисника, у червні 2014 року він не грав через травму, але згодом повернувся на звичну позицію центрального захисника. У січні 2015 року він ще раз продовжив контракт з «Мінськом». У сезоні 2016 року він забив 6 голів у чемпіонаті, включаючи хет-трик 16 вересня в матчі зі «Славією», який став єдиним у Вищій лізі. В кінці 2016 року після закінчення контракту покинув клуб.
У грудні 2016 року він підписав контракт з «Динамо» (Мінськ). У складі «динамівців» став основнимцентральним захисником і допоміг команді завоювати срібні медалі чемпіонату 2017 року. У грудні 2017 року він продовжив контракт з «Динамо», але у сезоні 2018 року став рідше з'являтися на полі.
У серпні 2018 року, розірвавши контракт з «Динамо», він став гравцем «Шахтаря» (Солігорськ). Незабаром він став частиною стартового складу команди. У листопаді 2019 року він продовжив контракт із «Шахтарем» до кінця 2021 року.

## Виступи за збірні
Протягом 2006—2009 років залучався до складу молодіжної збірної Білорусі, з якою був учасником молодіжного чемпіонату Європи 2009 року у Швеції, де білоруси зайняли останнє місце у групі. Всього на молодіжному рівні зіграв у 12 офіційних матчах.
11 жовтня 2015 року вперше отримав виклик до національної збірної Білорусі, але тоді за неї не зіграв. Свій перший матч за збірну Олександр провів лише 1 червня 2017 року проти Швейцарії (0:1).

## Досягнення
- Чемпіон Білорусі (3): 2020, 2021, 2023
- Срібний призер чемпіонату Білорусі (2): 2017, 2018
- Бронзовий призер чемпіонату Білорусі (2): 2010, 2019
- Володар Кубка Білорусі (2): 2013, 2019
- Володар Суперкубка Білорусі (1): 2021
- Переможець Першої ліги Білорусі (2): 2006, 2008
- У списку 22 найкращих гравців чемпіонату Білорусі (3): 2016, 2017, 2019

## Статистика виступів

### Статистика виступів за збірну
| Дата       | Місто     | Господарі  | Результат | Гості         | Турнір            | Голи | Примітки |
| ---------- | --------- | ---------- | --------- | ------------- | ----------------- | ---- | -------- |
| 1-6-2017   | Невшатель | Швейцарія  | 1 – 0     | Білорусь      | товариський матч  | -    | 61'      |
| 12-6-2017  | Мінськ    | Білорусь   | 1 – 0     | Нова Зеландія | товариський матч  | -    | 89'      |
| 3-9-2017   | Борисов   | Білорусь   | 0 – 4     | Швеція        | Відбір до ЧС 2018 | -    |          |
| 10-10-2017 | Сен-Дені  | Франція    | 2 – 1     | Білорусь      | Відбір до ЧС 2018 | -    | 46'      |
| 19-11-2019 | Подгориця | Чорногорія | 2 – 0     | Білорусь      | товариський матч  | -    |          |
| Усього     |           | Матчів     | 5         |               | Голів             | 0    |          |